# 府中市立府中第一小学校
府中市立府中第一小学校（ふちゅうしりつ ふちゅうだいいちしょうがっこう）は、東京都府中市に位置する市立小学校。校長は宮内和夫。

## 概要
1873年（明治6年）創立。学制発布直後に設立された伝統校である。
- 校歌は土岐善麿作詞、信時潔作曲で明治5年12月20日に制定された。
- 鼓笛隊は、オリンピックに協力をしたり、東京都より表彰を受けた。
- 優良PTA文部大臣賞表彰。
- 東京都教育委員会職員表彰受賞。

学級数は30学級、ことばの教室は2学級、児童数は1000名程、都教職員32名と市職員2名の計34名である。
「武蔵府中郷土かるた」で読まれており、標識がある。
（め）明治六年学舎はひらけ
明治6年（1873年）に、育幼（屋敷分）、成蹊（本町）、至誠（新宿）、有隣（是政）、常久（常久）、弘道（人見）、知新（下染屋）、明倫（押立）、啓蒙（車返）の各学舎が開校、旧府中町立府中尋常高等小学校校舎は北多摩郡最大級の規模となった。
1979年（昭和54年）まで使用された。上から見るとカタカナの「コ」となる2階建ての木造瓦葺き校舎は長く使用され、新校舎落成に伴い旧校舎中央部分である玄関周辺が「府中市郷土の森博物館」へ移築復元され、展示されている。
校舎南に現在の国道20号が開通した際、生徒の往来安全の為に歩道橋が設置された。

## 通学区域
- 幸町一 - 三丁目 ※一部を除く
- 府中町一丁目
- 宮町一 - 三丁目 ※一部を除く
- 片町一丁目 ※一部を除く
- 宮西町一 - 三丁目
- 寿町
- 日鋼町
- 美好町一 - 二丁目 ※一部を除く

## 沿革
- 1873年（明治6年） - 「成蹊」「至誠」の学舎が設立
- 1875年（明治8年） - 府中市役所の場所へ移転合併し「府中学校」となる
- 1890年（明治23年） - 「府中尋常小学校」と改名
- 1935年（昭和10年）9月 - 寿町に校舎建設（延床面積は6,270平方メートル）[2]
- 1936年（昭和11年） - 寿町へ移転
- 1941年（昭和16年） - 「府中国民学校」と改名
- 1947年（昭和22年） - 「府中小学校」と改名
- 1947年（昭和22年） 府中第二小学校落成に伴い「府中第一小学校」と改名
- 1964年（昭和39年） - 鼓笛隊を結団し全日本鼓笛バンド連盟へ加入
- 1968年（昭和43年） - 鼓笛隊は「府中一小わかば鼓笛隊」となる。また同鼓笛隊が東京都より表彰
- 1979年（昭和54年） - 木造校舎を解体
- 1982年（昭和57年） - 優良PTA文部大臣賞表彰
- 1982年（昭和57年） - 府中市郷土の森博物館に旧校舎の一部を移設復元
- 2006年（平成18年） - 東京都教育委員会職員表彰受賞

## わかば鼓笛隊
全日本鼓笛バンド連盟府中一小わかば鼓笛隊。1964年（昭和39年）東京オリンピックの年から続く長い伝統を持つ当校生徒による鼓笛隊である。芸術だけではなく心を磨く活動となっている。東京都より表彰を受けている。府中市桜まつりにおいて桜まつりパレードを行う。青少対四地区音楽会で演奏を行う他、各種イベントにおいても披露している。

## ギャラリー

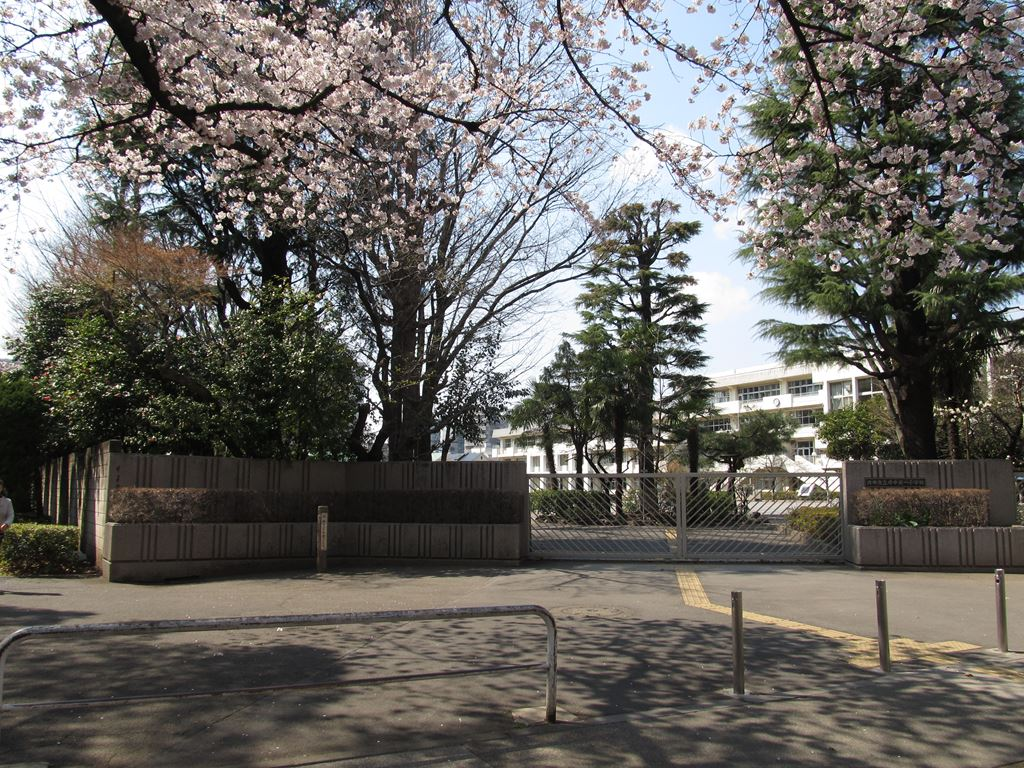
正門
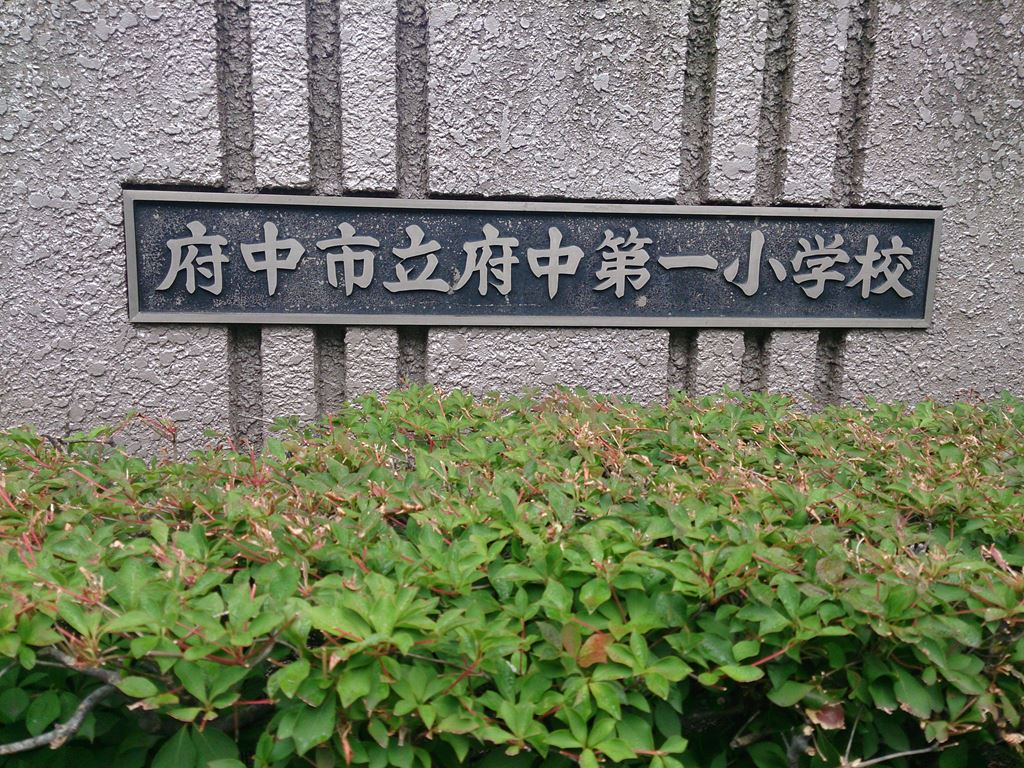
正門のプレート
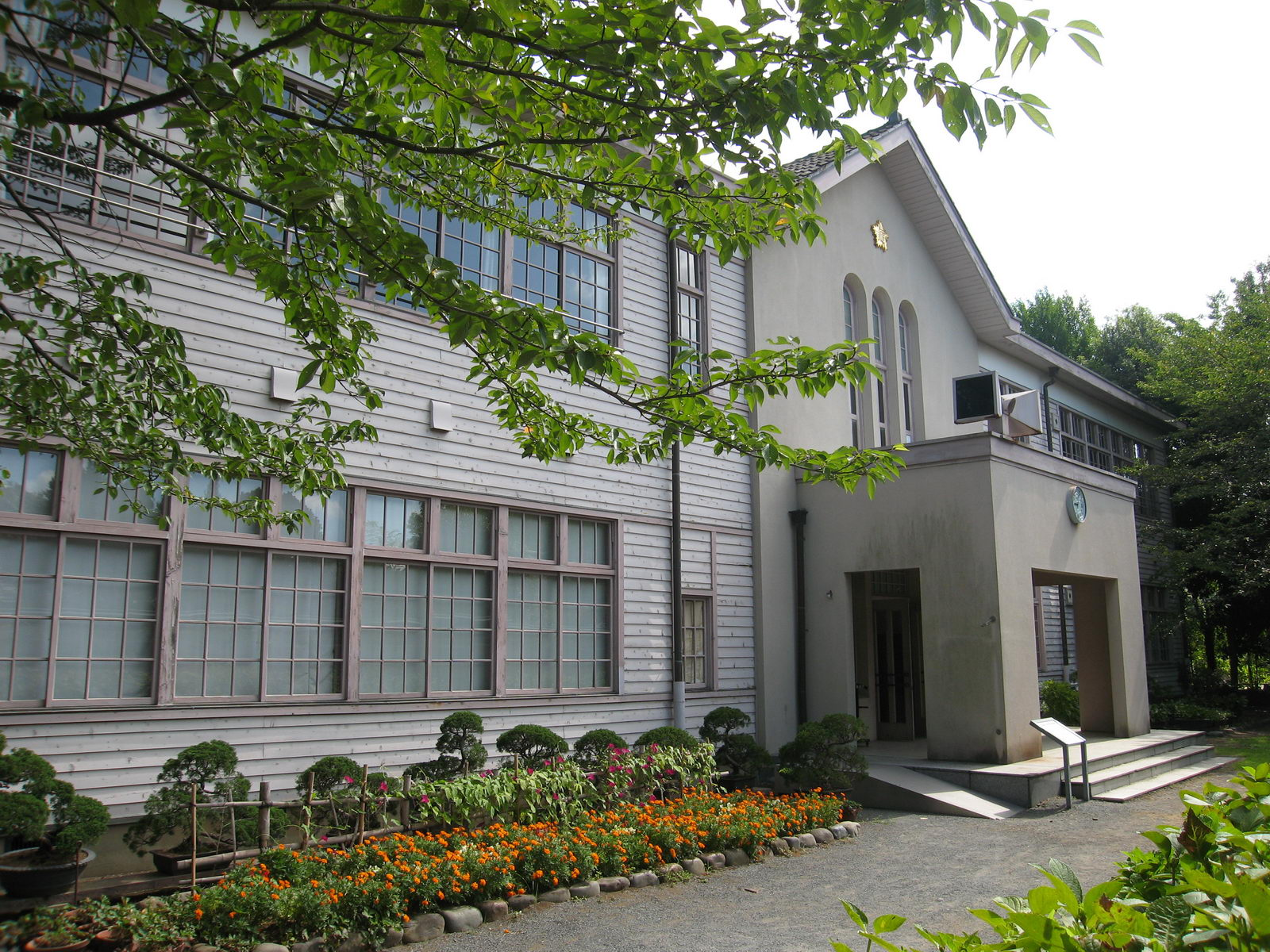
移設復元された旧木造校舎（府中市郷土の森博物館）
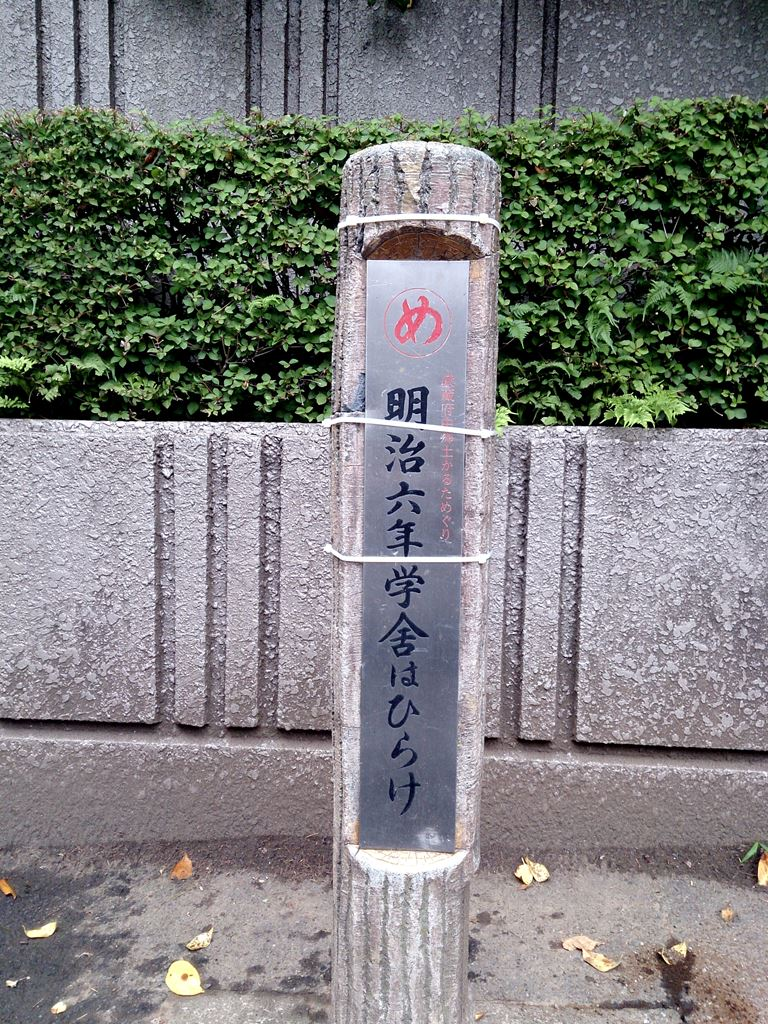
武蔵府中郷土かるた標識 （め）明治六年学舎はひらけ